# Quiculungo
Quiculungo és un municipi de la província de Kwanza-Nord. Té una extensió de 475 km² i 10.060 habitants. Comprèn la comuna de Quiculungo. Limita al nord amb el municipi d'Ambaca, a l'est amb el de Samba Cajú, al sud amb el de Banga, i a l'oest amb el de Bolongongo. Fou fundat el 1914 per l'agricultor portuguès Amadeu Mario Da Silva Magalhães, qui destinà la terra al conreu del cafè.